# Bertiera orthopetala
Bertiera orthopetala är en måreväxtart som först beskrevs av William Philip Hiern, och fick sitt nu gällande namn av Nicolas Hallé. Bertiera orthopetala ingår i släktet Bertiera och familjen måreväxter. Inga underarter finns listade i Catalogue of Life.